# (17390) 1981 EZ37
A (17390) 1981 EZ37 a Naprendszer kisbolygóövében található aszteroida. Schelte J. Bus fedezte fel 1981. március 1-jén.